# Идаја
Идаја (грч. Ιδαία, лат. Ida) - горска нимфа која је са својом сестром Адрастејом одгојила највишег бога Зевса кад га је мајка Реја тајно родила у Диктајској пећини на острву Крит.
Друга Идаја била је нимфа из Троаде. С речним богом Скамандром имала је сина Теукра, првог краља у Троади, праоца дарданских и тројанских краљева.